# Peugeot 206
La Peugeot 206 è un'autovettura di segmento B prodotta dal 1998 al 2012 dalla casa automobilistica francese Peugeot; al momento dell'uscita di scena dalla gran parte dei mercati era la Peugeot più venduta di sempre, con 2 677 888 esemplari costruiti nel solo stabilimento di Mulhouse e circa 10 milioni globali. La produzione non si è però arrestata completamente ed è proseguita ancora per qualche tempo in Cina, Sudamerica e Iran; in quest'ultima nazione è ancora presente (come restyling a nome 207i) venendo fabbricata per il mercato interno da parte della Iran Khodro.

## Storia
Si era cominciato a pensare ad un erede della Peugeot 205, già piuttosto anziana all'inizio degli anni novanta, diversi anni prima dell'esordio della 206. Ma ad un certo punto tutto quanto a questo riguardo si fermò e le idee vennero congelate, perché la Peugeot preferì osservare l'evolversi del mercato con la fascia bassa della gamma, presidiata dai modelli 106 e 306.
Ben presto ci si rese però conto del vuoto esistente tra i due modelli: la 306 era in concorrenza con modelli come la Volkswagen Golf e la Opel Astra ma non con modelli di fascia più bassa, mentre dal canto suo la 106 non poteva coprire da sola un segmento B che nel frattempo si stava popolando di novità come la Fiat Punto. A nulla poteva la 205, ancora in listino, ma più ristretta come gamma e meno moderna sotto tutti i punti di vista.
Il progetto che avrebbe portato alla 206 venne quindi avviato nel 1994, per culminare nel 1998 con la nuova vettura svelata alla stampa ed al pubblico.

### Linee ed interni

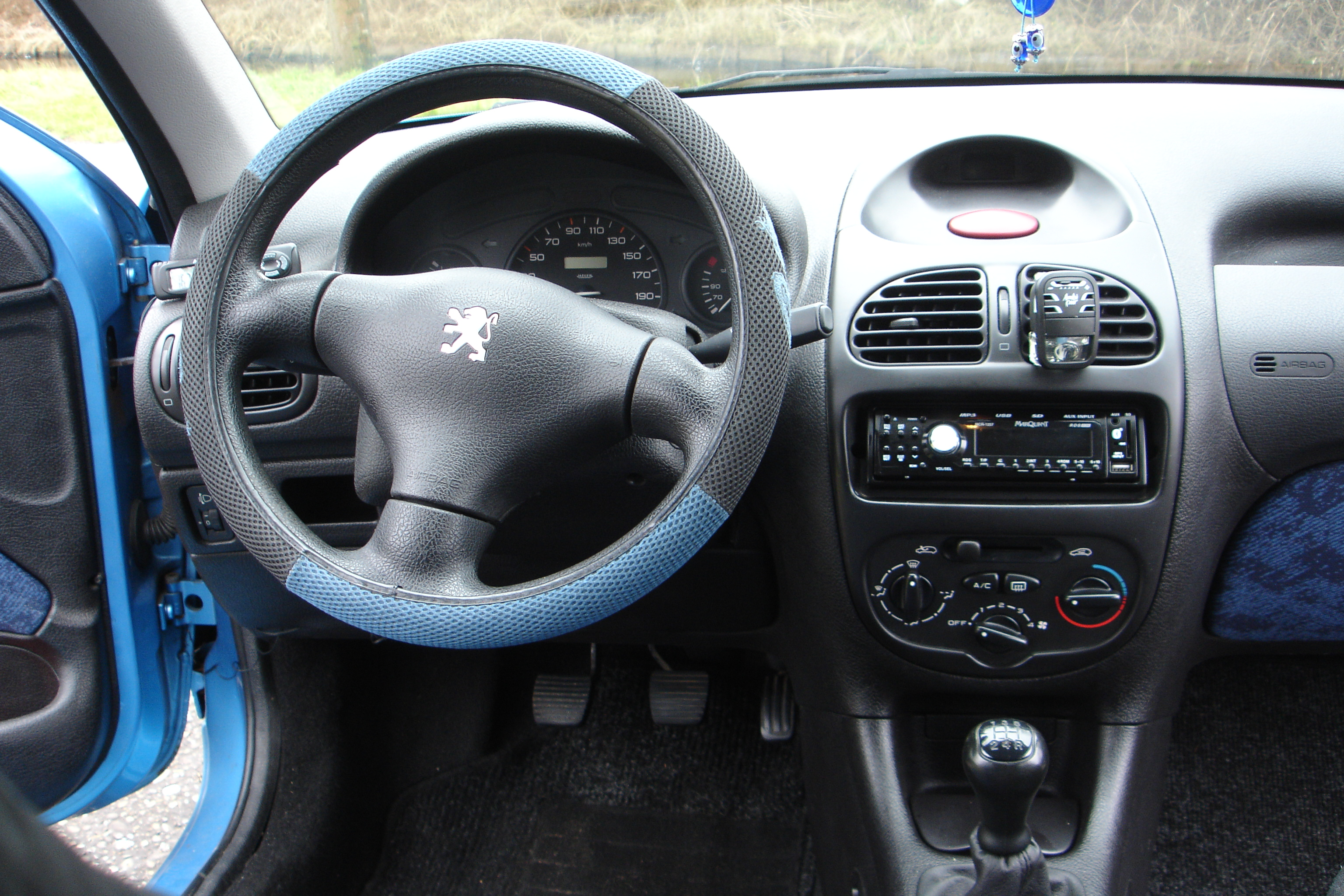
Posto guida di una 206 del 1999

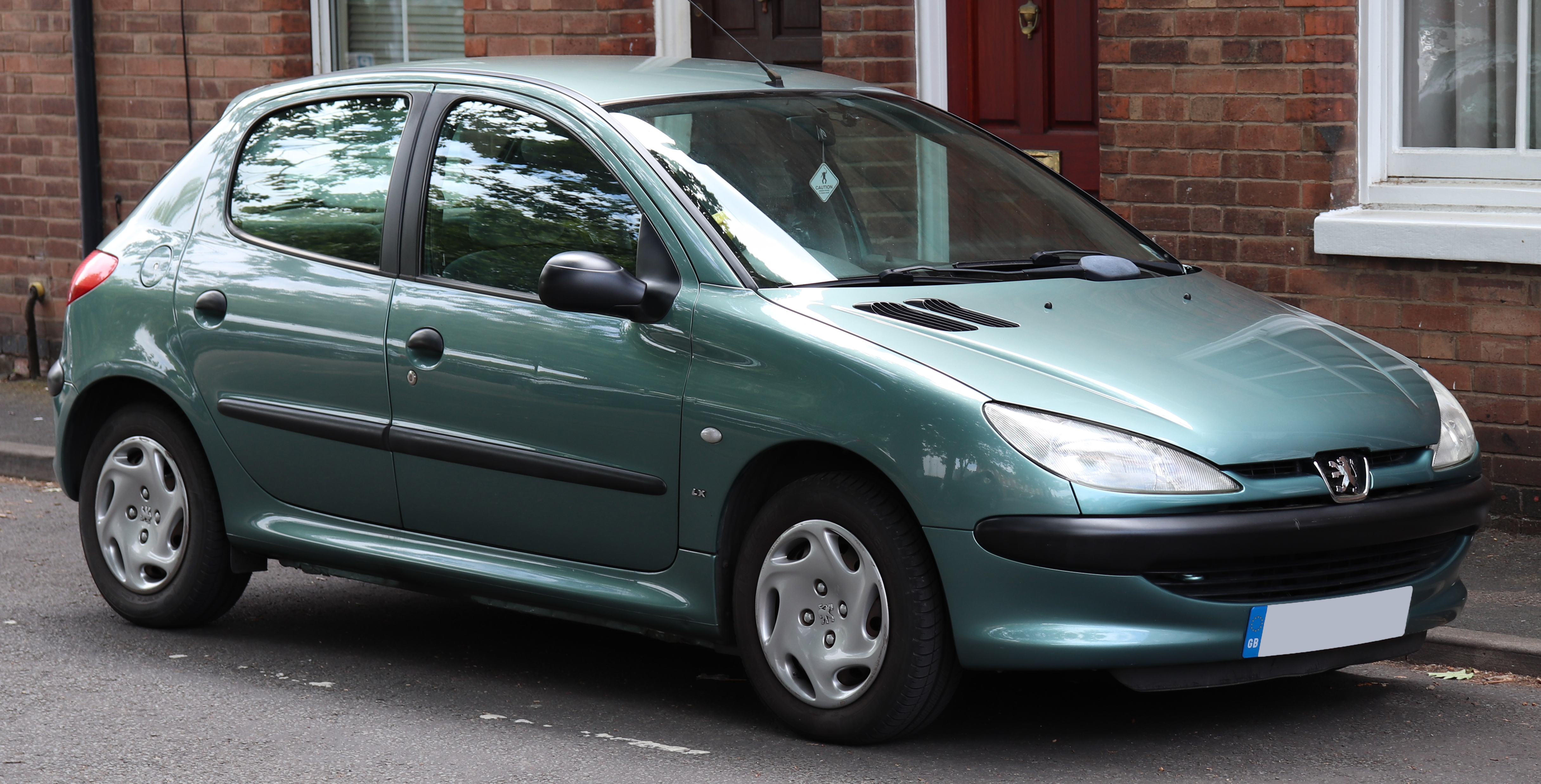
Peugeot 206 a 5 porte

Esteticamente la nuova nata dà un taglio netto e deciso con la precedente produzione Peugeot: le sue linee, dovute al designer di origini turche Murat Günak, sono morbide e levigate, non più tese e squadrate come quelle delle varie 306 e 406. Il frontale era caratterizzato da grossi gruppi ottici appuntiti a sviluppo diagonale e da una presa d'aria a forma di grande bocca, un elemento che avrebbe caratterizzato gran parte della produzione Peugeot dei successivi dieci anni, e che sulla 206 era proposta in due differenti disegni a seconda del modello. La calandra, che reca lo stemma della casa, ricorda quelle delle versioni aggiornate dei modelli 106 e 306, poiché costituita praticamente dalla sola battuta del cofano motore. Quest'ultimo è a sua volta caratterizzato dalle piccole prese d'aria sul lato destro e dalle due nervature laterali che lo percorrono longitudinalmente.
La zona anteriore si raccorda con il resto del corpo vettura, in particolare con il parabrezza molto più inclinato che nella 205 e con il padiglione. La coda è invece caratterizzata dai gruppi ottici posteriori, piccoli ma avvolgenti, tanto da penetrare considerevolmente nella fiancata. La vista laterale offre invece due diverse visuali a seconda che si tratti della versione a tre o a cinque porte.
L'abitacolo ha una delle migliori spaziosità nella sua categoria con alcune particolarità nascoste, come per esempio il vano portaoggetti ricavato sotto il piano del sedile del passeggero anteriore. La plancia è tondeggiante in ogni suo punto: il cruscotto, in alcune versioni, dispone anche dell'indicatore della temperatura dell'olio. La capienza del bagagliaio può essere all'occorrenza ampliata grazie alla possibilità di abbattere lo schienale del divano, frazionabile. Il ricorso al ruotino di scorta (a parte che per le versioni con i cerchi da 13") in luogo della normale ruota amplia la capacità di carico.

### Meccanica e motorizzazioni
La 206 nasceva su un pianale completamente nuovo, ma le soluzioni meccaniche ad esso applicate non erano inedite: l'avantreno di tipo MacPherson era derivato da quello della 306, sia pur riadattato alla nuova vettura. Il retrotreno era il classico ponte con barre di torsione. Entrambi gli assi montavano anche una barra antirollio. L'impianto frenante nelle prime versioni era di tipo misto: solo in seguito sarebbero arrivati i modelli più prestanti con freni a disco sulle quattro ruote. Lo sterzo a cremagliera prevedeva la servoassistenza idraulica di serie su tutta la gamma.
Tutt'altro che inedita anche la quasi totalità delle motorizzazioni previste per la 206 al suo esordio. Le unità a benzina, tutte monoalbero, erano quelle già utilizzate su 106 e 306: le uniche differenze con i precedenti motori TU erano alcune modifiche di dettaglio, per esempio nel circuito di raffreddamento e in alcune altre soluzioni volte alla riduzione degli attriti. Invece, l'unica novità era l'unità a gasolio, un nuovo 1.9 aspirato facente parte della famiglia di motori DW.
La gamma della 206 prevedeva al suo debutto le seguenti motorizzazioni:
- 1.1: motore TU1 da 1124 cm³ e 60 CV di potenza massima;
- 1.4: motore TU3 da 1360 cm³ e 75 CV di potenza massima;
- 1.6: motore TU5 da 1587 cm³ e 90 CV di potenza massima;
- 1.9 D: motore DW8 diesel con precamera, da 1868 cm³ e 68 CV di potenza massima.

A tali motorizzazioni era abbinato un cambio manuale a 5 marce.

### Allestimenti e dotazioni
La 206 cominciò ad essere commercializzata a partire dal 10 ottobre del 1998, sia a 3 che a 5 porte. I livelli di allestimento erano tre: XR, XT ed XS. Per le versioni diesel, erano previsti solo i primi due, le cui sigle cambiavano in XRD ed XTD.
La dotazione prevedeva tra l'altro il servosterzo e l'airbag lato guida su tutta la gamma. Le versioni XT ed XS montavano di serie anche il climatizzatore.
La lista optional prevedeva invece l'ABS, l'airbag passeggero ed il tetto apribile. I cerchi in lega erano previsti come optional solo per le XT ed XS. L'allestimento XS, inoltre, poteva essere arricchito con la selleria in pelle e i retrovisori esterni a regolazione elettrica e riscaldabili.
La 206 è stata sottoposta nel 2000 alle prove d'impatto dell'Euro NCAP ottenendo il risultato di quattro stelle.

## Evoluzione

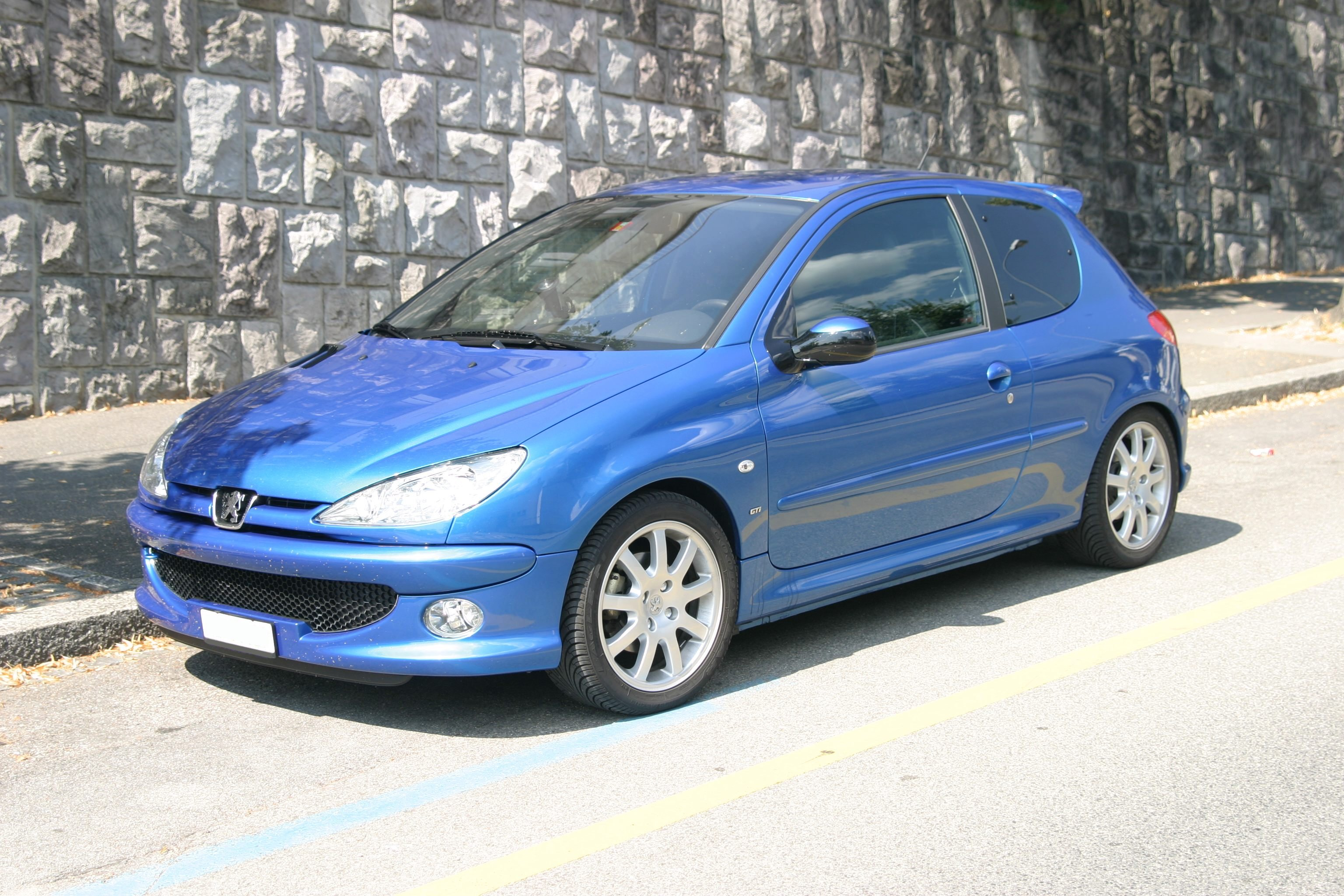
Una Peugeot 206 GTI

Nel 1999 debuttarono due versioni sportive che costituivano le eredi della 205 GTI degli anni ottanta e novanta. Vennero introdotte le 206 GTi e GT, entrambe spinte dallo stesso motore, un 2 litri da 136 CV in grado di spingerle a 210 km/h di velocità massima. Esternamente le due vetture differivano per i cerchi in lega (da 15 pollici sulla GTi e da 16 pollici sulla GT) e per i diversi paraurti, che sulla GT erano molto più sporgenti e prominenti, rendendo la vettura più aggressiva. Non è stata però una scelta estetica: per partecipare al Mondiale Rally i regolamenti imponevano un limite minimo di lunghezza del corpo vettura di almeno 4 metri. La normale 206, lunga 3.82 m, non rientrava in tale limite, per cui si scelse di basare la versione da competizione sulla 206 GT, i cui paraurti vennero allungati e resi più sporgenti proprio per tale motivazione. La commercializzazione della GT fu più che altro un espediente per ottenere l'omologazione della vettura da rally, infatti fu prodotta in un numero limitato di esemplari. Nello stesso anno vi fu l'arrivo di una nuova versione a gasolio, la 206 HDi equipaggiata da un turbodiesel 2 litri con tecnologia ad iniezione diretta common rail. Tale motore, il DW10 realizzato in collaborazione con la Ford, era in grado di erogare fino a 90 CV di potenza massima. Inoltre, furono introdotte anche la 206 1.4 automatica, dotata di un classico cambio automatico con convertitore di coppia e che resterà in produzione sino al 2001, e la serie speciale 206 1.4 Roland Garros, con cerchi in lega, doppio airbag frontale, airbag laterali, climatizzatore ed interni in pelle.
Nel 2000, il motore 1.6 monoalbero da 90 CV e 8 valvole venne sostituito dal più moderno 1.6 bialbero da 110 CV e 16 valvole, montato sulla 206 1.6 16v XS, disponibile solo con carrozzeria a 3 porte e con l'ABS previsto nella dotazione di serie, così come per la GTi. Alla fine dello stesso anno vi fu il lancio della 206 CC. Questa vettura era chiamata a sostituire la 205 Cabriolet, proponendo però la soluzione del tetto ripiegabile in metallo.
Nel 2002 fu introdotta una inedita variate di carrozzeria per la 206: la versione station wagon, denominata SW. Per la prima volta, una Peugeot di segmento B era proposta anche in versione giardinetta. Sempre nel 2002, viene lanciata la terza versione a gasolio, ossia la 206 1.4 HDi, mossa da un 1.4 turbodiesel common rail da 68 CV, anch'esso frutto della collaborazione tra Gruppo PSA e Ford.

### Il restyling del 2003

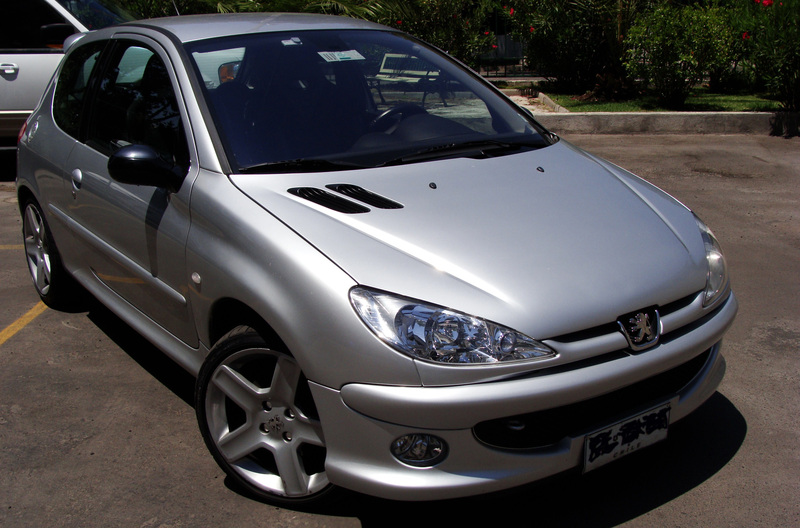
Una 206 RC del 2004

Nel maggio del 2003 arriva il restyling, limitato ad alcuni dettagli: le principali modifiche si ebbero nei fari anteriori, dove furono adottati quelli trasparenti ed in plexiglas già visti sugli allestimenti sportivi, in quelli posteriori, dove fu cambiata la disposizione delle varie lampadine e il colore della plastica, nello stemma posteriore più grande e riposizionato più in alto sul portellone e nel paraurti posteriore ridisegnato e simile a quello delle versioni GTi, CC e XS. L'aggiornamento è stato l'occasione per rivedere la gamma: mentre il vecchio 1.9 a gasolio è stato tolto di produzione poiché piuttosto antiquato (derivava dall'ancora più vetusto 1.9 della serie XUD) e perché era già in listino il 1.4 HDi di pari potenza, la 206 GTI non fu più il modello top di gamma perché venne introdotta la 206 RC, anch'essa equipaggiata con un 2 litri, ma in grado di erogare 177 CV di potenza massima, e di raggiungere i 234 km/h di allungo. Riconoscibile per i grossi cerchi in lega da 17 pollici, la 206 RC riuscì a confrontarsi meglio con avversarie del calibro della Clio 2.0 16v RS, di potenza simile.
Nel 2004, la gamma si arricchì con l'arrivo della versione 1.4 16v da 88 CV, che andava a posizionarsi tra la 1.6 XSi e la 1.4 monoalbero. Contemporaneamente, vi fu l'arrivo di una nuova motorizzazione a gasolio, il 1.6 HDi common rail da 109 CV.
Nel 2005 la 206 2.0 HDi venne proposta in un solo allestimento per prepararsi al definitivo pensionamento. Nello stesso anno un altro 2 litri sparì dalla gamma: la 206 GTi lasciò alla RC e alla XS il compito di rappresentare le 206 sportive. Alla fine dello stesso anno, con l'imminente lancio della 207, vi fu una massiccia campagna promozionale per la 206. In questo modo si ebbe un incremento delle vendite durante gli ultimi mesi del 2005 e durante il 2006, anno che vide appunto l'arrivo della 207 e la riduzione della gamma 206 a due motori 1.4, uno a benzina da 75 CV ed uno turbodiesel da 68 CV, e la carrozzeria solo a 5 porte.
Nel 2007 vennero pensionati i modelli SW e CC della 206, in concomitanza con il lancio dei corrispondenti modelli basati sulla 207.
Tale gamma continuò ad essere prodotta senza ulteriori modifiche fino al mese di marzo del 2009, quando arrivò un nuovo restyling, stavolta più massiccio. Contemporaneamente, la 206 cambiò denominazione in 206 Plus, che si distingueva dalla versione precedente per il frontale, molto simile a quello della 207. La gamma era composta da un 1.1 a benzina da 60 CV e un 1.4 HDi da 68 CV.
I modelli in vendita in Europa della 206 sono assemblati nei due stabilimenti francesi di Poissy (che fabbrica anche la 207 e la 1007) e Mulhouse (che è l'unico ad assemblare le CC), e fino al 2006 nello stabilimento inglese di Ryton.

### La 206 CC

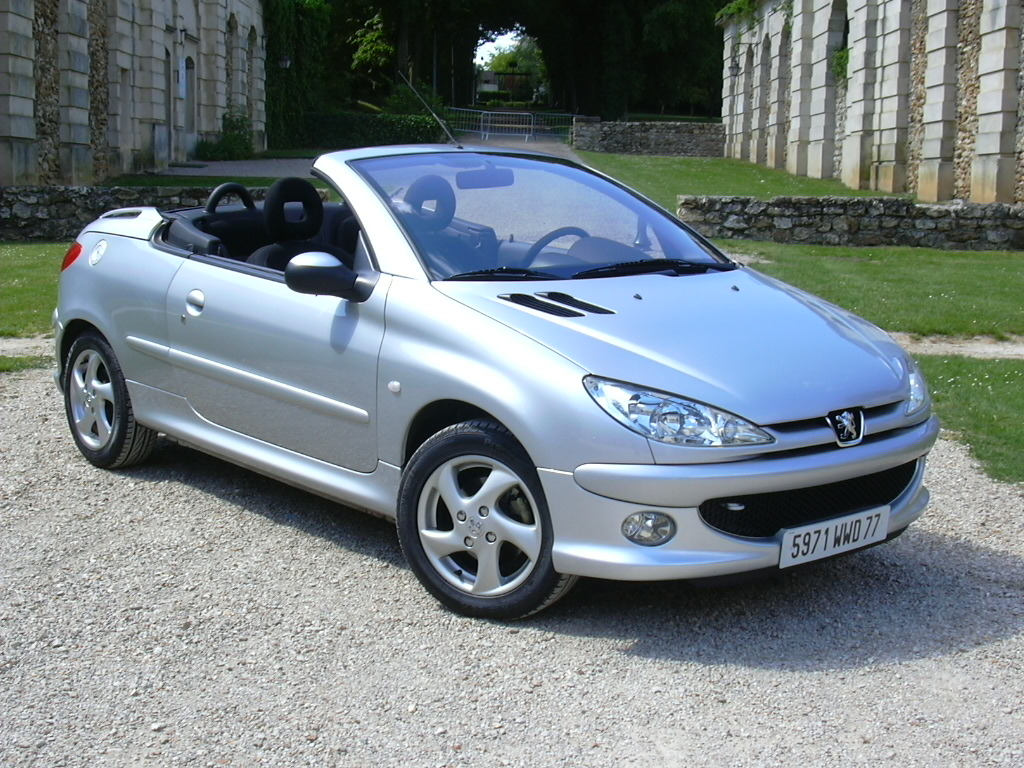
Una 206 CC

Introdotta alla fine del 2000, la 206 CC è stata la versione "scoperta", quella chiamata a raccogliere l'eredità della 205 Cabrio. La sigla CC stava per coupé-cabriolet e indicava la doppia natura della vettura, dotata di una carrozzeria sportiva e di un tetto in metallo ripiegabile elettricamente all'interno di un apposito vano ricavato nel portabagagli, che la rendevano in grado trasformarsi da coupé a cabriolet e viceversa nel giro di pochi secondi.
La Peugeot non era nuova ad una simile soluzione: negli anni trenta del XX secolo, la Casa di Sochaux ha avuto in listino più di un modello equipaggiato con un tetto ripiegabile in metallo. A metà degli anni novanta, questa soluzione è stata ripresa dalla Mercedes-Benz per la sua roadster SLK. Circa un anno prima del lancio della 206, la Peugeot espose in alcuni saloni un prototipo di cabriolet con tetto ripiegabile, basato proprio sulla 206, della quale si conosceva già la fisionomia, e denominato 20Coeur. Tale prototipo destò molto interesse, tanto da convincere i vertici della Casa a convertirlo in modello di serie, tra l'altro con pochissime modifiche rispetto alla concept di origine.

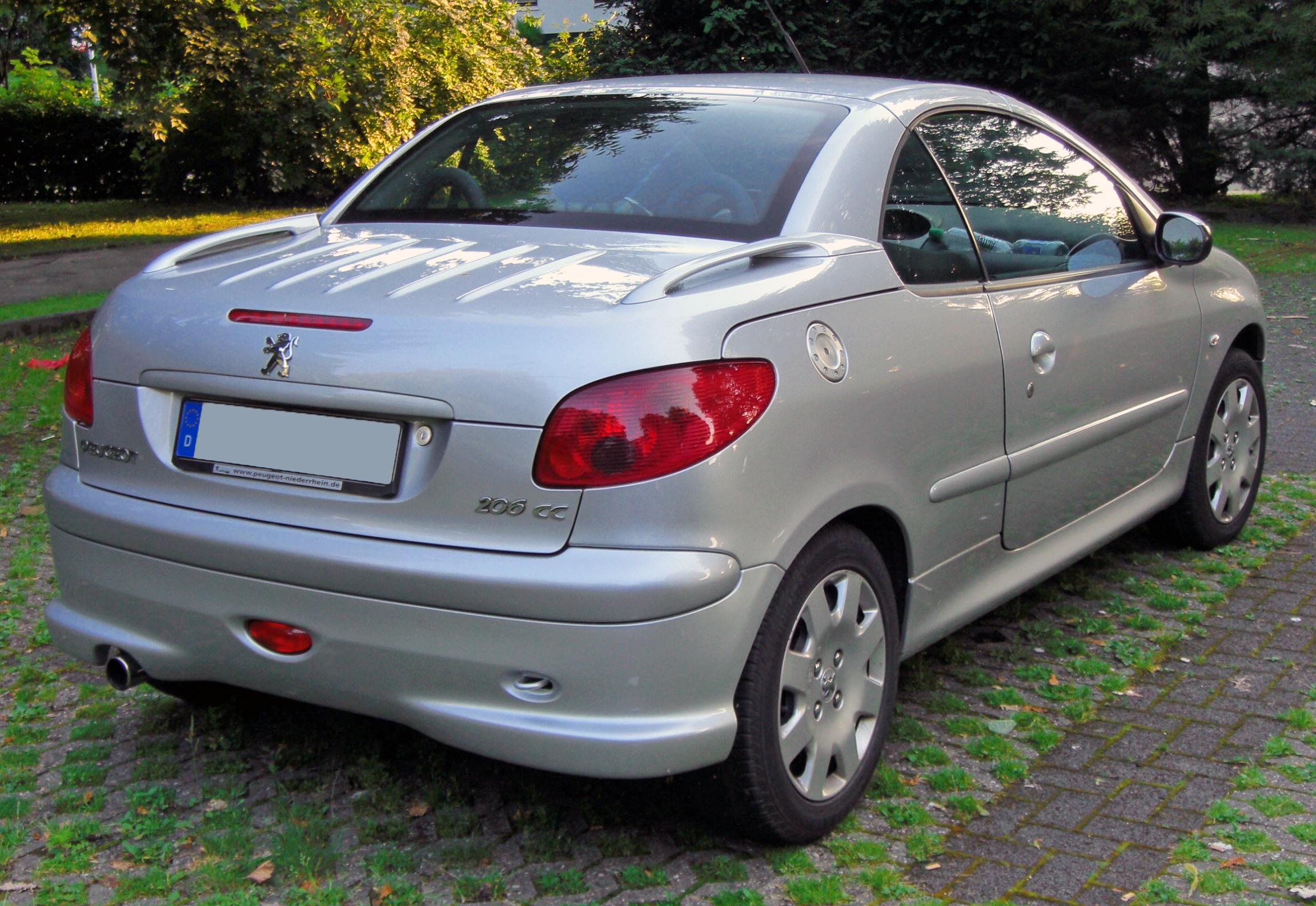
Vista posteriore di una 206 CC

Nella zona anteriore, la 206 CC differiva dalla berlina a due volumi unicamente per il parabrezza molto più inclinato all'indietro. Era invece molto diversa nella zona posteriore, sia per il portellone del vano bagagli, dal disegno zigrinato e dotato di particolari maniglie laterali, sia per l'abitabilità posteriore, penalizzata dal fatto di dover sacrificare parte dello spazio interno per trovare posto all'alloggiamento destinato ad ospitare il tetto una volta ripiegato.
La 206 CC debuttò in due motorizzazioni, il 1.6 16v da 110 CV ed il 2.0 16v da 136 CV.
Dopo aver subito il restyling del 2003, come tutta la gamma 206, nell'anno successivo si vide l'arrivo del 1.6 HDi common rail da 109 CV: si trattò di uno dei primissimi casi di cabriolet a gasolio.
Nel 2005, invece, venne tolta di produzione la versione da 2 litri, lasciando in listino solo i due 1.6 benzina e diesel.
La produzione della 206 CC cessò nel marzo 2007, sostituita dalla 207 CC.

### La 206 SW

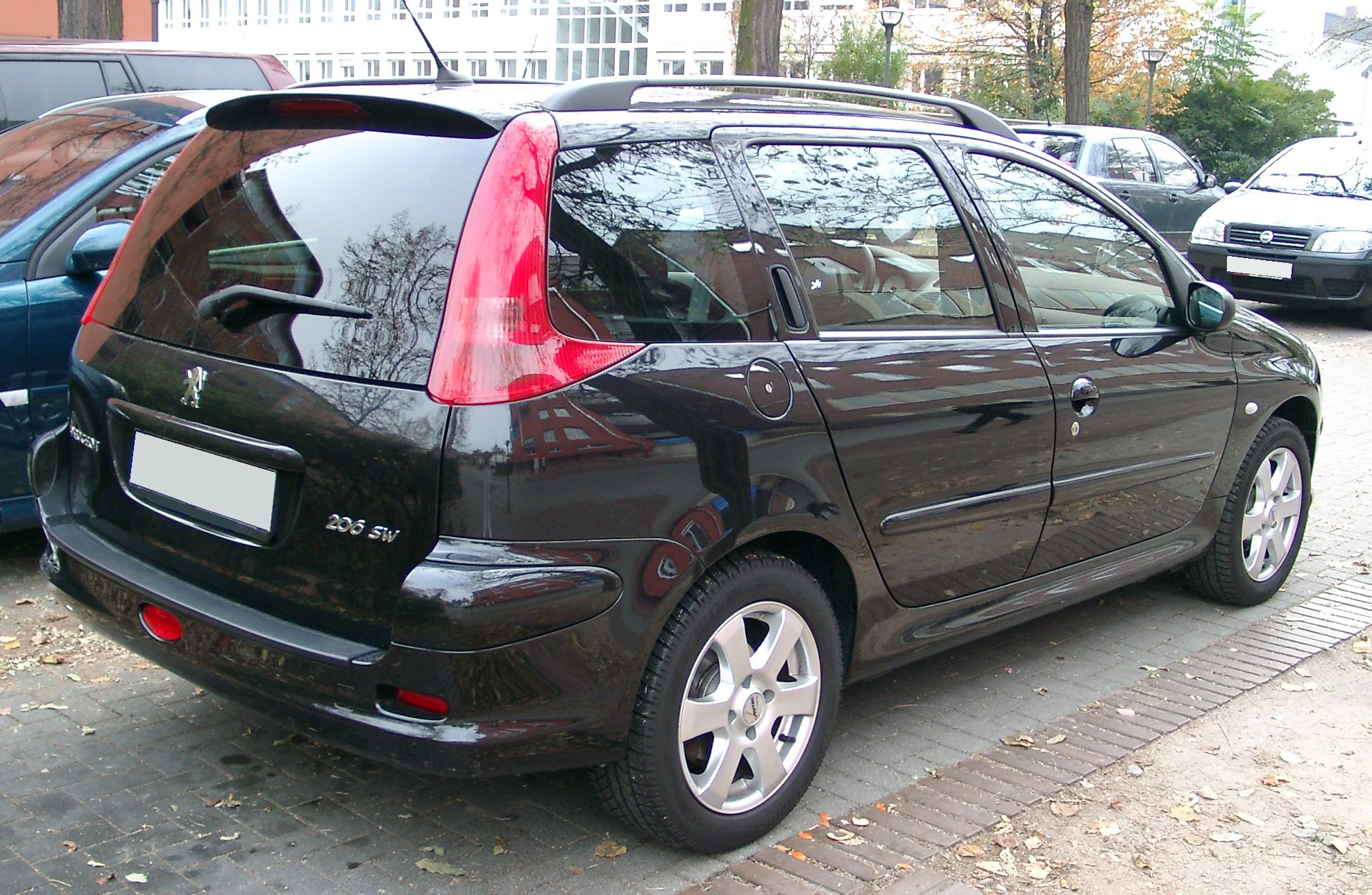
Vista posteriore di una 206 SW

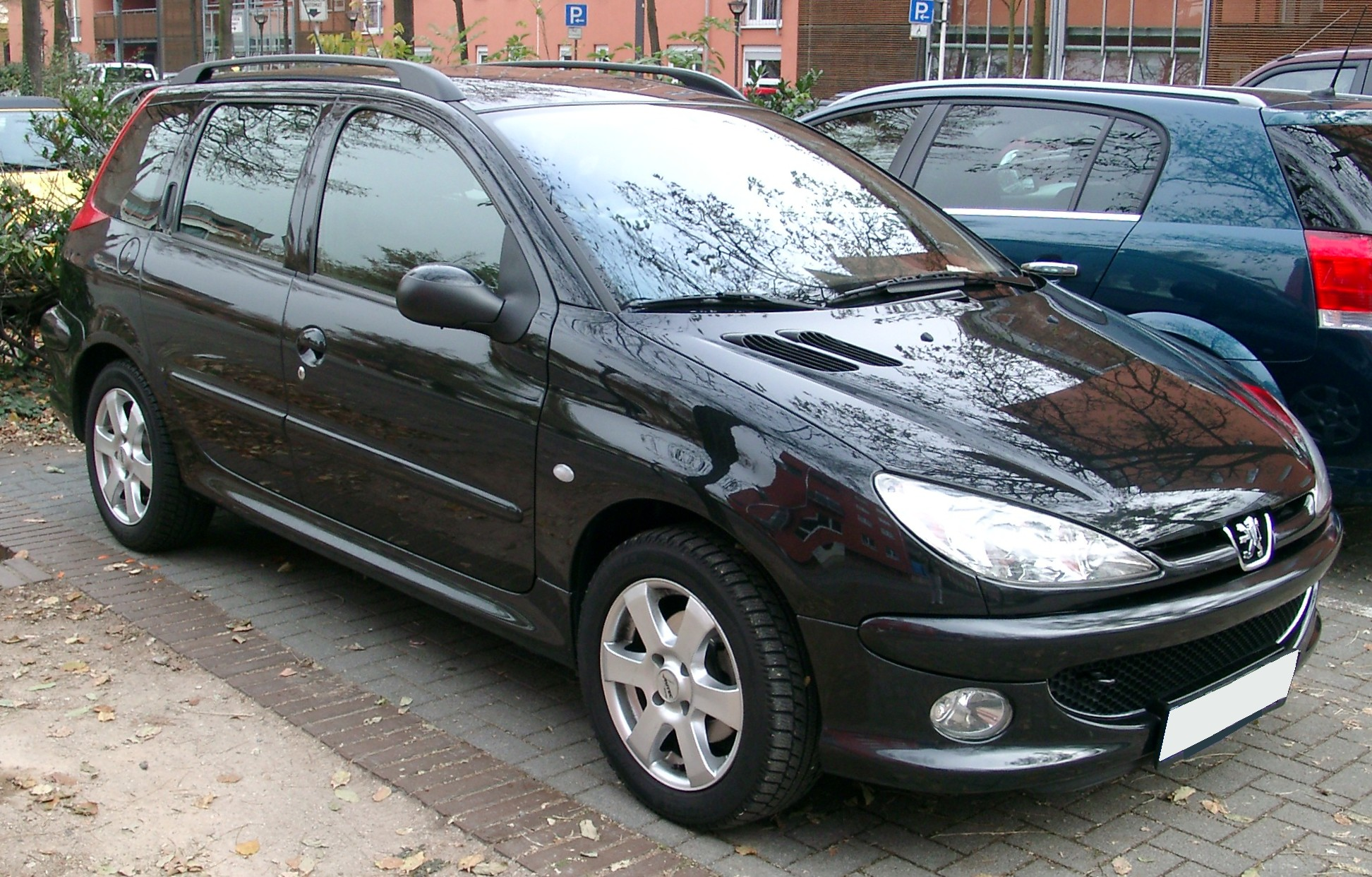
Vista frontale di una 206 SW

Con il lancio della 206 SW, la casa francese andò ad inserirsi per la prima volta in una nicchia di mercato da sempre non molto popolata, quella delle giardinette derivate da utilitarie, in cui era presente, all'epoca, solo la Škoda Fabia Wagon e la Volkswagen Polo Variant, leggermente più lunghe ma comunque intorno all'ordine di grandezza della 206 SW, che misurava 4.03 metri di lunghezza.
La 206 SW si distingueva dalla berlina per il lunotto meno inclinato e per il bagagliaio molto più ampio e capiente, caratterizzato nel design dai gruppi ottici a forma di boomerang. Lo sbalzo posteriore era stato aumentato di 19 cm: le maggiori dimensioni erano tutte giustificate da quella particolare caratteristica. Nella SW la soglia di carico risultava più bassa rispetto a quella della berlina, poiché era scesa da 65 a 53 cm. Il volume di carico del bagagliaio era normalmente di 411 litri, ma abbattendo lo schienale del divano posteriore si arrivava a 1365 litri.
Meccanicamente era quasi del tutto identica alla berlina: l'unica differenza stava nelle sospensioni: l'avantreno è stato debitamente irrigidito e dotato di una barra antirollio di maggior diametro, mentre il retrotreno ha subito una leggera variazione dell'assetto ruote, un irrigidimento agli ammortizzatori, l'aumento del diametro delle barre di torsione e l'aggiunta di due tiranti supplementari.
Al suo debutto la 206 SW era disponibile con quasi tutti i propulsori previsti per la berlina, tranne il 1.1 da 60 CV ed il 1.9 diesel da 70 CV. Era quindi disponibile anche una versione dotata del 2 litri bialbero da 136 CV che già equipaggiava la GTi, di cui anche la versione station wagon riprendeva la sigla.
Nel 2004, alla gamma si aggiunse anche il piccolo 1.1 da 60 CV, mentre nel 2005 il 2 litri a benzina da 136 CV venne tolto dal listino ed invece arrivò il 1.6 HDi da 109 CV.
Nel 2006, con l'arrivo della 207, la gamma SW venne ridotta a poche versioni: in listino rimasero il 1.4 a benzina da 75 CV, il 1.6 a benzina da 110 CV, il 1.4 HDi da 68 CV ed il 1.6 HDi da 109 CV.
A metà del 2007 venne sostituita dalla 207 SW.

### La 206 Plus

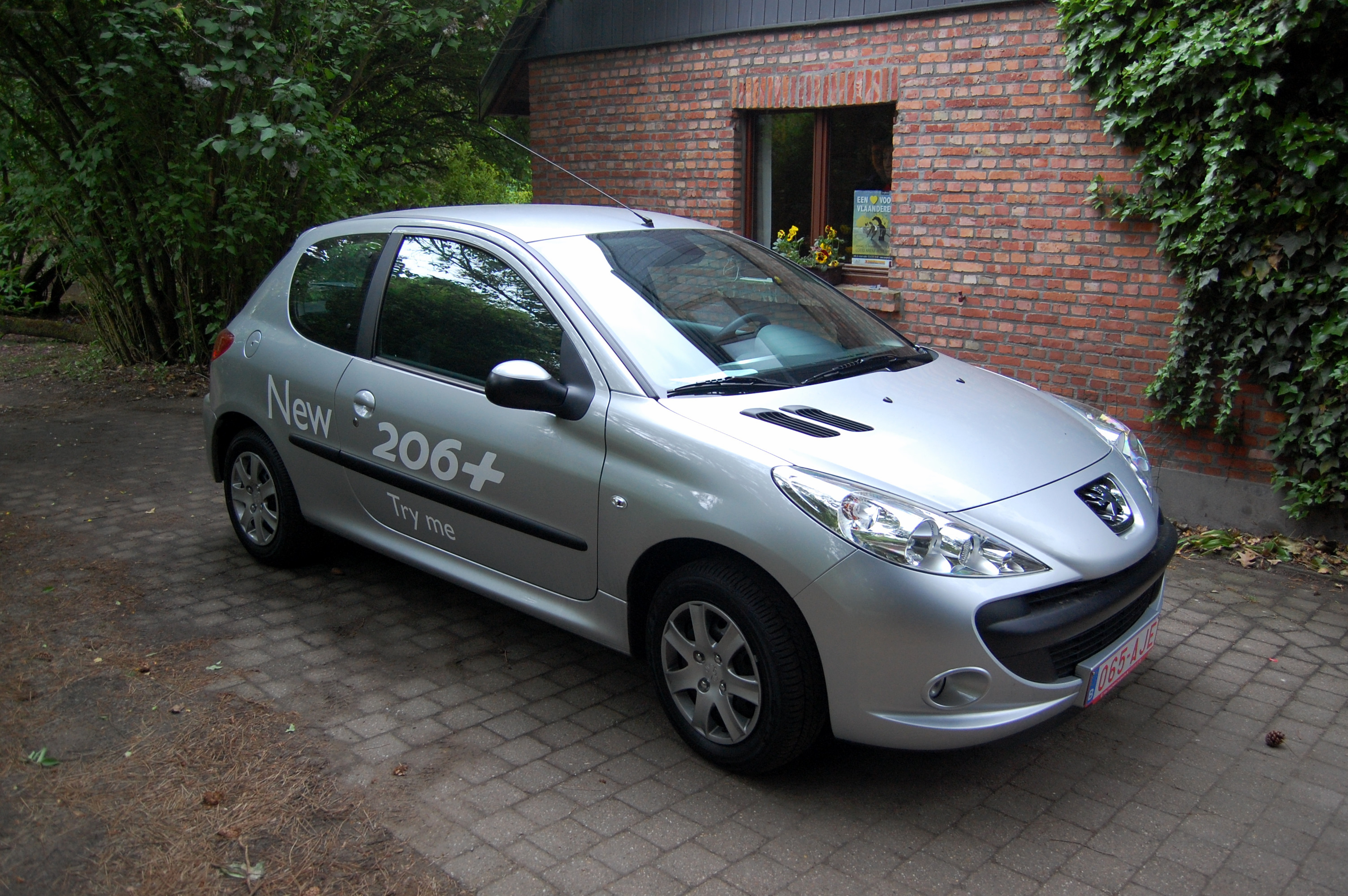
Una Peugeot 206 Plus

Per la 206 la carriera continuò nonostante la presenza sul mercato dell'erede 207, oramai già da un po' di tempo: nel marzo dal 2009 viene eseguito un pesante restyling che cambia anche parte della denominazione, divenendo 206 Plus (o 206+, in alcuni mercati anche 207i). Tale restyling comprende, oltre al nuovo frontale ripreso dalla sorella maggiore 207, anche nuovi interni e piccoli accorgimenti estetici per ringiovanirla, tra cui il ridisegno dei gruppi ottici posteriori. La 206 Plus si confrontava con altri modelli rinnovati di precedenti serie di utilitarie di successo, come la Renault Clio Storia, la Fiat Punto e Citroën C3 Classic, ma anche con la Dacia Sandero, classica auto low-cost. Le motorizzazioni previste per sono il 1.1 da 60 CV ed il 1.4 HDi da 68 CV. In Francia è anche presente il 1.4 TU da 75 CV.
Per far fronte alla crescente richiesta di auto ad alimentazione a gas, la 206 Plus conta una nuova versione con il motore 1.1 a doppia alimentazione benzina/GPL, sempre da 60 CV.
La motorizzazione a doppia alimentazione viene poi eliminata, mantenendo le due già citate. Alla fine dello stesso anno la 206 Plus esce definitivamente di produzione, sostituita dalla 207+, ma la commercializzazione continua fino a metà 2013.

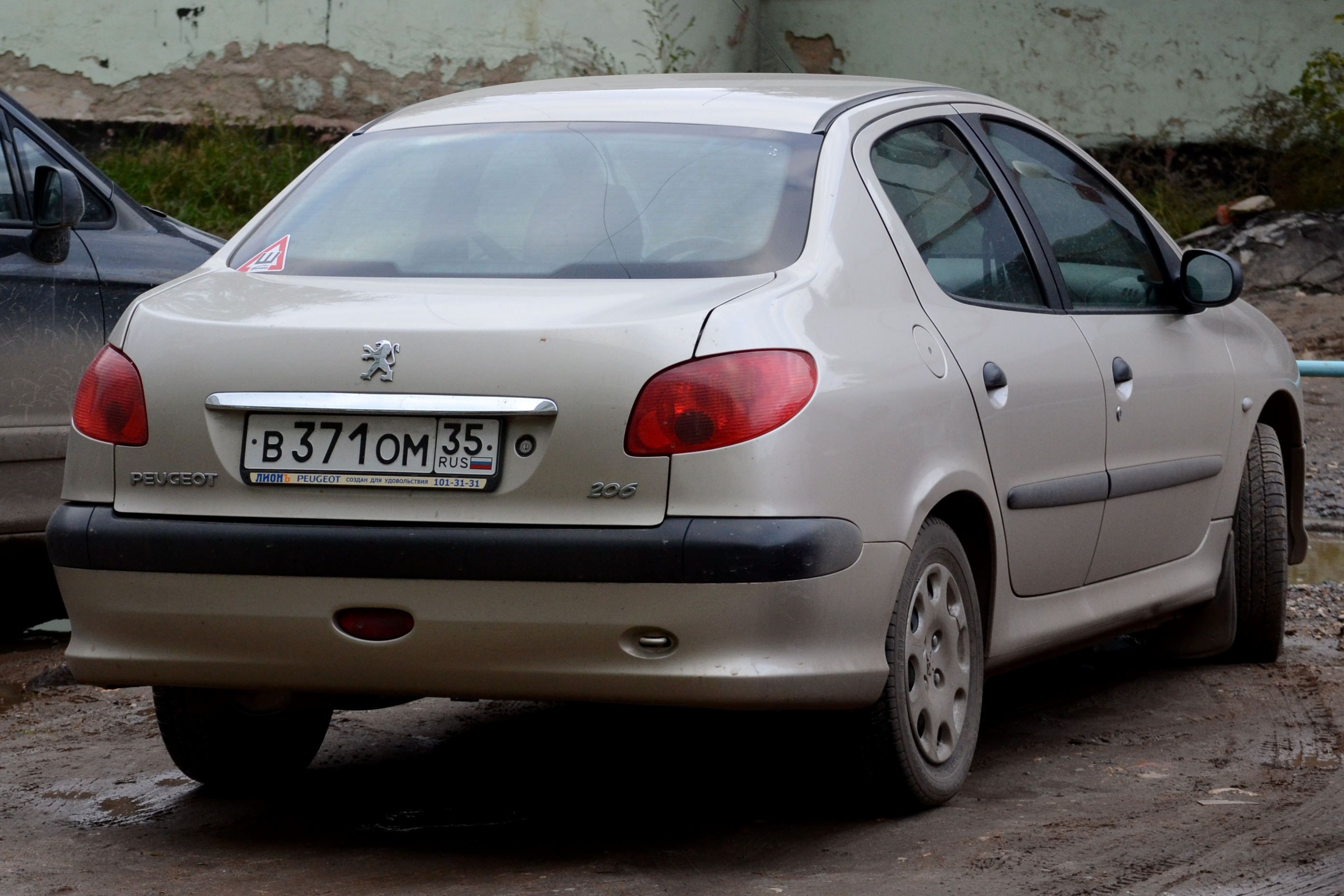
Una Peugeot 206 Sedàn

### La 206 Sedàn
In Iran, Nord America e in alcuni mercati dell'Europa orientale, la 206 viene proposta anche con carrozzeria a 3 volumi, e con denominazione 206 Sedan. In questa configurazione, la vettura raggiunge una lunghezza di 4.19 m, più o meno come una vettura di segmento C. Le motorizzazioni sono due, entrambe a benzina: il 1.4 TU3 da 75 CV ed il 1.6 TU5 bialbero da 110 CV.

### La 206 Plus Sedan / 207i Sedan / 207 Compact Sedan
In Iran e in Sudamerica la 206 Plus è stata prodotta anche in versione a tre volumi, nota come 207i Sedan (in Iran e Nord America) o 207 Compact Sedan (in Sudamerica)

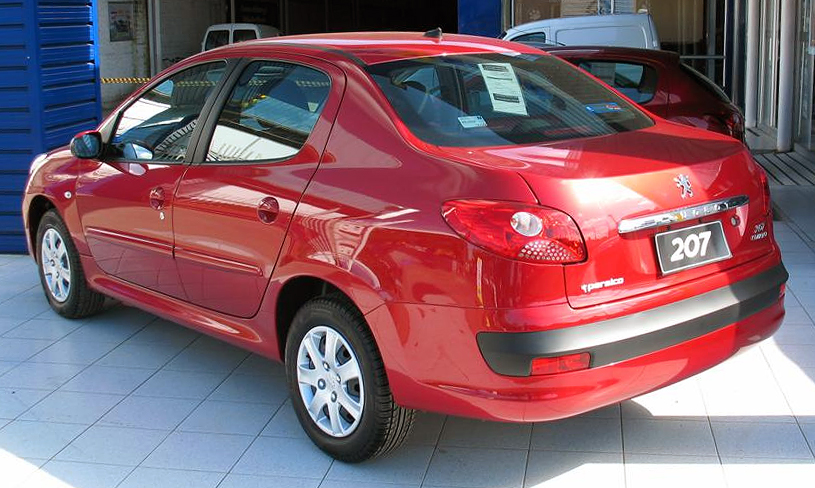
Una Peugeot 206+ Sedan

### Le altre 206
Sono esistite almeno altre varianti di 206: in Sudamerica, la 206 Plus viene chiamata 207 Compact: data l'estrema somiglianza con la 207 nel frontale, la vettura viene evidentemente considerata come una versione ristretta della 207, ma pianale e meccanica sono quelli della 206 di origine.
In Cina è presente la Citroën C2, che però non corrisponde al modello omonimo venduto in Europa, bensì ad una 206 ristilizzata e con il logo della Citroën. La vettura è disponibile anch'essa con il 1.4 o il 1.6, entrambi a benzina e monta un cambio automatico a 4 rapporti.
Nel 2010 è stata lanciata in Brasile la Peugeot Hoggar, un piccolo pick-up basato sulla 206 Plus, del quale riprende anche il frontale simile a quello della 207, e che viene prodotto nel locale stabilimento PSA di Porto Real.
La IKCO Runna, per quanto l'azienda produttrice la dichiari come il risultato di una piattaforma di sua ideazione, appare basata sulla 206 Sedan ed è prodotta in Iran dal 2009 da Iran Khodro.

## Riepilogo caratteristiche
Di seguito vengono riportate le caratteristiche delle principali versioni previste per la gamma 206 in Europa, divisa per varianti (berlina 2 volumi, CC, SW e 206 Plus).
| Peugeot 206 berlina 2 volumi (1998-2009) |          |                |                                                                    |                |               |                    |              |                     |                    |                      |                    |
| Modello                                  | Motore   | Cilindrata cm³ | Alimentazione                                                      | Potenza CV/rpm | Coppia Nm/rpm | Massa a vuoto (kg) | Velocità max | Acceler. 0–100 km/h | Consumo (l/100 km) | Emissioni CO2 (g/km) | Anni di produzione |
| Versioni a benzina                       |          |                |                                                                    |                |               |                    |              |                     |                    |                      |                    |
| 206 1.1                                  | TU1JP    | 1124           | Iniezione elettronica multipoint                                   | 60/5500        | 94/3400       | 910                | 158          | 15"2                | 6,3                | 151                  | 1998-09            |
| 206 1.4                                  | TU3JP    | 1360           | Iniezione elettronica multipoint                                   | 75/5500        | 111/3400      | 950                | 170          | 13"8                | 6,6                | 151                  | 1998-00            |
| 206 1.4                                  | TU3JP    | 1360           | Iniezione elettronica multipoint                                   | 75/5500        | 118/3300      | 950                | 170          | 13"8                | 6,6                | 151                  | 2001-09            |
| 206 1.4 16v                              | ET3      | 1360           | Iniezione elettronica multipoint                                   | 88/5250        | 133/3250      | 1.015              | 178          | 12"6                | 6,1                | 145                  | 2004-06            |
| 206 1.6 XS                               | TU5JP    | 1587           | Iniezione elettronica multipoint                                   | 88/5600        | 135/3000      | 1.025              | 185          | 11"7                | 7                  | -                    | 1998-00            |
| 206 1.6 XS 16v                           | TU5JP4   | 1587           | Iniezione elettronica multipoint                                   | 110/5750       | 147/4000      | 1.025              | 196          | 9"5                 | 6,4                | 161                  | 2000-06            |
| 206 2.0 GTi 16v                          | EW10 J4  | 1997           | Iniezione elettronica multipoint                                   | 136/6000       | 190/4100      | 1.050              | 210          | 8"9                 | 7,9                | 187                  | 1999-05            |
| 206 2.0 GT 16v                           | EW10 J4  | 1997           | Iniezione elettronica multipoint                                   | 136/6000       | 190/4100      | 1.050              | 210          | 8"9                 | 7,9                | 187                  | 1999-01            |
| 206 2.0 16v RC                           | EW10 J4S | 1997           | Iniezione elettronica multipoint                                   | 177/7000       | 202/4750      | 1.084              | 220          | 7"4                 | 8,6                | 204                  | 2003-06            |
| Versioni diesel                          |          |                |                                                                    |                |               |                    |              |                     |                    |                      |                    |
| 206 1.4 HDi                              | DV4TD    | 1398           | Turbodiesel iniezione diretta common rail                          | 68/4000        | 150/1750      | 1.061              | 168          | 13"7                | 4,3                | 113                  | 2002-09            |
| 206 1.6 HDi                              | DV6TED4  | 1560           | Turbodiesel iniezione diretta common rail                          | 109/4000       | 240/1750      | 1.130              | 190          | 10"                 | 4,8                | 126                  | 2004-06            |
| 206 1.9 D                                | DW8      | 1868           | Diesel aspirato Iniezione indiretta con precamera e pompa rotativa | 68/4600        | 128/2500      | 1.010              | 161          | 16"1                | 5,8                | -                    | 1998-03            |
| 206 2.0 HDi                              | DW10A    | 1997           | Turbodiesel iniezione diretta common rail                          | 90/4000        | 210/1900      | 1.070              | 180          | 12"8                | 5,3                | 144                  | 1999-05            |

| Peugeot 206 SW (2002-2007) |         |                |                                           |                |               |                    |              |                     |                    |                      |                    |
| Modello                    | Motore  | Cilindrata cm³ | Alimentazione                             | Potenza CV/rpm | Coppia Nm/rpm | Massa a vuoto (kg) | Velocità max | Acceler. 0–100 km/h | Consumo (l/100 km) | Emissioni CO2 (g/km) | Anni di produzione |
| Versioni a benzina         |         |                |                                           |                |               |                    |              |                     |                    |                      |                    |
| 206 SW 1.1                 | TU1JP   | 1124           | Iniezione elettronica multipoint          | 60/5500        | 94/3400       | 1.065              | 161          | 17"8                | 6,5                | 156                  | 2004-07            |
| 206 SW 1.4                 | TU3JP   | 1360           | Iniezione elettronica multipoint          | 75/5500        | 118/3300      | 1.074              | 173          | 14"7                | 6,7                | 153                  | 2002-07            |
| 206 SW 1.4 16v             | ET3     | 1360           | Iniezione elettronica multipoint          | 88/5250        | 133/3250      | 1.038              | 179          | 12"7                | 6,5                | 145                  | 2004-06            |
| 206 SW 1.6 XSi 16v         | TU5JP4  | 1587           | Iniezione elettronica multipoint          | 110/5750       | 147/4000      | 1.148              | 194          | 11"8                | 6,8                | 159                  | 2002-06            |
| 206 SW 2.0 GTi 16v         | EW10 J4 | 1997           | Iniezione elettronica multipoint          | 136/6000       | 190/4100      | 1.192              | 208          | 9"3                 | 7,9                | 187                  | 2002-05            |
| Versioni diesel            |         |                |                                           |                |               |                    |              |                     |                    |                      |                    |
| 206 SW 1.4 HDi             | DV4TD   | 1398           | Turbodiesel iniezione diretta common rail | 68/4000        | 150/1750      | 1.110              | 166          | 16"1                | 4,5                | 113                  | 2002-07            |
| 206 SW 1.6 HDi             | DV6TED4 | 1560           | Turbodiesel iniezione diretta common rail | 109/4000       | 240/1750      | 1.189              | 190          | 10"4                | 4,9                | 126                  | 2004-07            |
| 206 SW 2.0 HDi             | DW10A   | 1997           | Turbodiesel iniezione diretta common rail | 90/4000        | 210/1900      | 1.191              | 179          | 13"5                | 5,3                | 144                  | 2002-05            |

| Peugeot 206 CC (2000-2007) |         |                |                                           |                |               |                    |              |                     |                    |                      |                    |
| Modello                    | Motore  | Cilindrata cm³ | Alimentazione                             | Potenza CV/rpm | Coppia Nm/rpm | Massa a vuoto (kg) | Velocità max | Acceler. 0–100 km/h | Consumo (l/100 km) | Emissioni CO2 (g/km) | Anni di produzione |
| Versioni a benzina         |         |                |                                           |                |               |                    |              |                     |                    |                      |                    |
| 206 CC 1.6 16v             | TU5JP4  | 1587           | Iniezione elettronica multipoint          | 110/5750       | 147/4000      | 1.140              | 193          | 11"2                | 6,9                | 166                  | 2000-07            |
| 206 CC 2.0 16v             | EW10 J4 | 1997           | Iniezione elettronica multipoint          | 136/6000       | 190/4100      | 1.152              | 204          | 9"3                 | 8                  | 187                  | 2000-05            |
| Versioni diesel            |         |                |                                           |                |               |                    |              |                     |                    |                      |                    |
| 206 CC 1.6 HDi             | DV6TED4 | 1560           | Turbodiesel iniezione diretta common rail | 109/4000       | 240/1750      | 1.210              | 190          | 10"5                | 5                  | 129                  | 2005-07            |

| Peugeot 206 Plus (2009-2012)                                                           |        |                |                                           |                |               |                    |              |                     |                    |                      |                    |
| Modello                                                                                | Motore | Cilindrata cm³ | Alimentazione                             | Potenza CV/rpm | Coppia Nm/rpm | Massa a vuoto (kg) | Velocità max | Acceler. 0–100 km/h | Consumo (l/100 km) | Emissioni CO2 (g/km) | Anni di produzione |
| 206 Plus 1.1                                                                           | TU1JP  | 1124           | Iniezione elettronica multipoint          | 60/5500        | 94/3400       | 938                | 159          | 16"1                | 5,7                | 135                  | 03/2009-12/20121   |
| 206 Plus 1.42                                                                          | TU3JP  | 1360           | Iniezione elettronica multipoint          | 73/5400        | 118/3300      | -                  | 170          | -                   | -                  | 139                  | 03/2009-12/20122   |
| 206 Plus 1.4 HDi                                                                       | DV4TD  | 1398           | Turbodiesel iniezione diretta common rail | 68/4000        | 150/1750      | 980                | 169          | 13"8                | 4,3                | 112                  | 03/2009-01/2011    |
| 206 Plus 1.4 HDi FAP                                                                   | DV4C   | 1398           | Turbodiesel iniezione diretta common rail | 68/4000        | 160/2000      | 980                | 169          | 13"5                | 4,0                | 104                  | 02/2011-06/2012    |
| Note: 1 dal 06/2012, solo in modalità bifuel benzina/GPL 2 Non per il mercato italiano |        |                |                                           |                |               |                    |              |                     |                    |                      |                    |

## Attività sportive

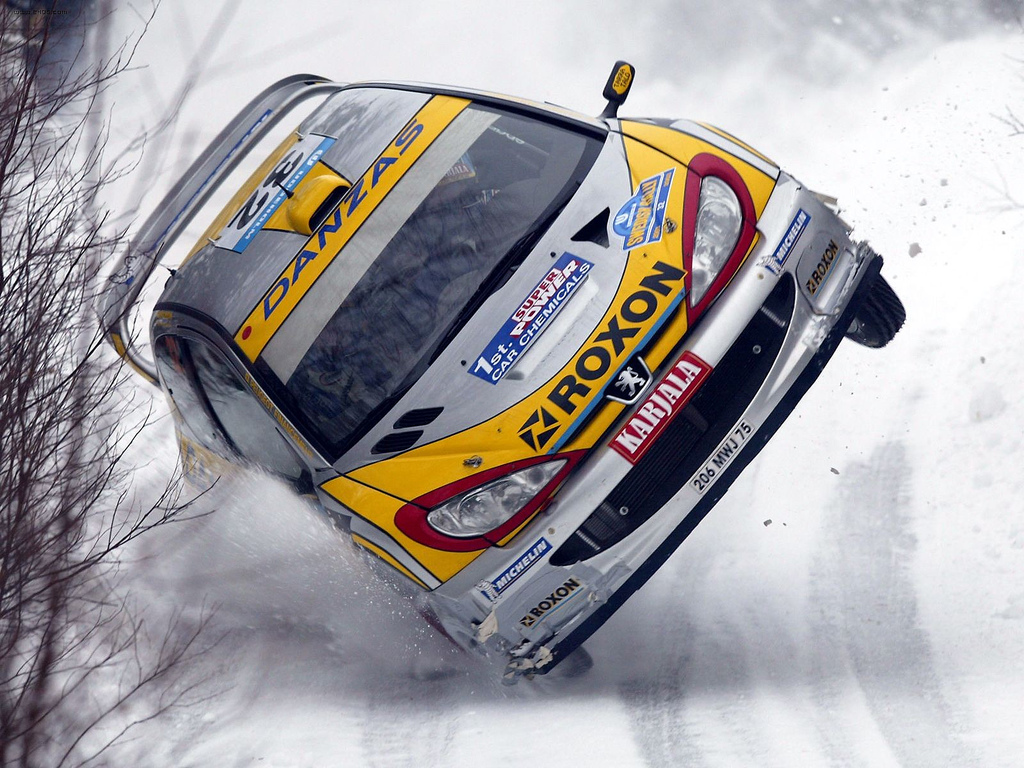
Il pilota finlandese Juuso Pykälistö su una Peugeot 206 WRC durante una tappa del Rally di Svezia del 2003

L'attività sportiva della 206 è fortemente legata alle imprese della 206 WRC, una vettura da competizione realizzata prendendo come base di partenza la scocca della 206 GT. Il motore utilizzato è il 2.0 a benzina di serie, opportunamente rivisto per gareggiare: è dotato di turbocompressore a geometria variabile, intercooler, elettronica sofisticata, e raggiunge una potenza massima nell'ordine dei 300 CV, limitata dal regolamento FIA mediante l'applicazione di air restrictor sui condotti di aspirazione e pressione massima di sovralimentazione del turbo vincolata. La vettura è inoltre profondamente rivista nella trasmissione e nelle sospensioni: è infatti dotata di trazione integrale e utilizza un cambio sequenziale a 5 o anche a 6 rapporti.
Grazie al pilota Marcus Grönholm la 206 WRC riuscì ad aggiudicarsi le edizioni 2000 e 2002 del Mondiale Rally piloti e 3 titoli costruttori nello stesso periodo. Fu sostituita nel 2004 dalla Peugeot 307 WRC.